# 임기중 (1962년)

임기중(林基仲, 1962년 10월 14일~)은 대한민국의 제11대 충청북도의원이자, 제7·8·9대 충청북도 청주시의원이자, 제1대 통합 충청북도 청주시의원이다.

## 학력
- 문백공립국민학교 졸업
- 오창중학교 졸업
- 청주공업고등학교 졸업
- 한국외국어대학교 서양어대학 스칸디나비아어학과 졸업
- 서울시립대학교 일반대학원 행정학과 석사과정 수료

## 경력
- 청주시 용역심의위원회 부위원장
- 청주시 사회복지위원회 위원
- 청주시 도심공동화해소 추진위원
- 청주시 경실련 자문위원
- 청주시 민주평화통일자문회의 자문위원
- 충북 야구협회 부회장
- 충북 중고태권도연맹 이사
- 청주시 농구협회 부회장
- 충북 BBS연맹 이사
- 청주문화원 운영위원회 운영위원
- 대성여중 운영위원회 위원장
- 청주기계공고 총동문회 부회장
- 청주보호관찰소 특별범죄예방위원
- 민족통일협의회 충북청년협의회 회장
- 2004. 6.~2006. 6. 제7대 충청북도 청주시의회 의원
- 2004. 6.~2005. 1. 제7대 충청북도 청주시의회 불법주정·차근절을위한특별위원회 간사
- 2004. 6.~2004. 7. 제7대 충청북도 청주시의회 전반기 사회경제위원회 위원
- 2004. 7.~2006. 6. 제7대 충청북도 청주시의회 후반기 도시건설위원회 간사
- 2004. 7.~2006. 6. 제7대 충청북도 청주시의회 후반기 예산결산특별위원회 위원
- 2004. 8.~2004. 8. 제7대 충청북도 청주시의회 직지의세계화를위한특별위원회 위원
- 열린우리당 충북청년위원회 위원장
- 열린우리당 충북도당 부위원장
- 2006. 7.~2010. 6. 제8대 충청북도 청주시의회 의원
- 2006. 7.~2008. 7. 제8대 충청북도 청주시의회 전반기 도시건설위원회 위원
- 2006. 7.~2008. 7. 제8대 충청북도 청주시의회 전반기 예산결산특별위원회 위원
- 2006. 8.~2008. 6. 제8대 충청북도 청주시의회 직지의세계화를위한특별위원회 위원
- 2008. 7.~2010. 6. 제8대 충청북도 청주시의회 후반기 도시건설위원회 위원
- 2008. 7.~2010. 6. 제8대 충청북도 청주시의회 후반기 예산결산특별위원회 위원
- 민주당 충북도당 대변인
- 청주시 장애인 농구협회 회장
- 청주시 도시재생선도사업 자문위원
- 밀레니엄타운개발사업 자문위원
- 청원경찰서 범죄예방협의체 위원
- 2010. 7.~2014. 6. 제9대 충청북도 청주시의회 의원
- 2010. 7.~2012. 7. 제9대 충청북도 청주시의회 전반기 기획행정위원회 위원장
- 2012. 7.~2014. 6. 제9대 충청북도 청주시의회 후반기 의장
- 2014. 7.~2018. 4. 제1대 충청북도 청주시의회 의원
- 2014. 7.~2016. 7. 제1대 충청북도 청주시의회 전반기 도시건설위원회 위원
- 2014. 11.~2014. 11. 제1대 충청북도 청주시의회 도시건설위원회 사무감사행정사무감사 위원
- 2015. 8.~2015. 10. 제1대 충청북도 청주시의회 상수도단수관련행정사무조사특별위원회 위원
- 2015. 11.~2015. 11. 제1대 충청북도 청주시의회 도시건설위원회 사무감사행정사무감사 위원
- 2016. 6.~2016. 6. 제1대 충청북도 청주시의회 도시건설위원회 사무감사행정사무감사 위원
- 2016. 7.~2018. 4. 제1대 충청북도 청주시의회 후반기 복지교육위원회 위원
- 2017. 6.~2017. 6. 제11대 충청북도 청주시의회 복지교육위원회 행정사무감사행정사무감사 위원
- 2018. 7.~2019. 7. 제11대 충청북도의회 의원
- 2018. 7.~2019. 7. 제11대 충청북도의회 전반기 교육위원회 의원
- 더불어민주당 중앙당 사회경제위원회 부위원장
- 더불어민주당 충북도당 부위원장
- 2018. 7. 19. 더불어민주당 제명

## 수상
- 통일부 장관 표창

## 공직선거법 위반
더불어민주당이었던 임기중 의원은 박금순 전 청주시의원의 부탁을 받고 변재일 국회의원에게 전달하기 위해 금품을 받은 혐의로 기소되었다. 법원은 단순 보관자나 전달자에 불과하더라도 금품 배분대상이나 방법, 배분에 대한 판단과 재량 의지가 있는 한 공직선거법상 재물에 포함되며 피고인이 단순한 심부름을 위해 금품을 받았다고 보기 힘들다고 판시하였다. 징역 1년에 집행유예 2년을 선고받았으며 당선무효형에 해당한다. 2심에서도 원심과 같은 형량이 나왔으며, 최종적으로 대법원에서 상고를 기각하여 의원직을 상실하였다.

## 역대 선거 결과
|  | 27.9% |

|  | 21.81% |

|  | 30.64% |

|  | 28.73% |

|  | 61.06% |